# ジョン・ゴア (初代アナリー男爵)
初代アナリー男爵ジョン・ゴア（英語: John Gore, 1st Baron Annaly PC (Ire)、1718年3月2日 – 1784年4月3日）は、アイルランド王国の政治家、貴族。

## 生涯
裁判官ジョージ・ゴアとブリジット・サンキー（Bridget Sankey、ジョン・サンキーの娘）の次男として、1718年3月2日に生まれた。1742年にキングス・インズで法廷弁護士の資格を取得、1749年に勅選弁護士に任命された。1758年3月に兄アーサー（1711年 – 1758年。1739年から1758年までロングフォード・カウンティ選挙区の代表としてアイルランド庶民院議員を務めた）が死去すると、家督を相続した。
1747年11月26日、フランシス・ウィンフィールド（Frances Wingfield、1728年6月2日 – 1794年7月31日、初代ポーズコート子爵リチャード・ウィンフィールドの娘）と結婚した。
1747年から1760年までジェームズタウン選挙区の代表として、1761年から1764年までロングフォード・カウンティ選挙区の代表としてアイルランド庶民院議員を務めた。官職では歳入長官（Commissioners of Revenue）担当弁護士を務めた後、1760年から1764年までアイルランド法務次官を務め、1764年9月にアイルランド枢密院の枢密顧問官とアイルランド王座裁判所首席判事に任命された。1766年1月17日アイルランド貴族であるロングフォード県におけるテネリックのアナリー男爵に叙され、27日にアイルランド貴族院議員に就任した。貴族院議員在任中の1767年10月20日と1769年の2度にわたって、アイルランド大法官の不在中に貴族院議長に選出された。
1784年4月3日にダブリンの自宅で死去、ロングフォード県タグシニーで埋葬された。後継者がおらず爵位が廃絶した。死後の1789年、アナリー男爵位が再び創設され、弟ヘンリーに与えられた。
アイルランド政治に関する同時代の『バラタリアナ』（Baratariana）という著作にアナリー男爵に関する記述がある。